# Hugo od Chalona (biskup)
Hugo od Chalona (francuski: Hugues de Chalon; umro 1039.) bio je francuski plemić, grof Chalona te biskup Auxerrea u srednjem vijeku.
Bio je jedini sin grofa Lamberta i njegove supruge Adele, kćeri vojvode Burgundije.
Bio je brat Matilde, supruge Gotfrida I. od Semura, i Gerberge, te tako ujak grofa Ota Vilima i praujak jedne vojvotkinje Akvitanije.
Kad mu je otac umro, Hugo je vrlo vjerojatno još bio tek dječak; to bi moglo biti objašnjenje činjenice da je njegov očuh Gotfrid I. od Anjoua bio neko vrijeme grof Chalona.
987. je Gotfrid umro i Hugo ga je naslijedio.
999. Hugo je postao biskup na zahtjev vojvode Oda Henrika.
Moguće je da je Hugo bio otac kćeri Ermentrude od Autuna, ali kako nije poznato je li ikada bio oženjen, Ermentrudu je morala roditi konkubina.
Naslijedio ga je nećak, plemić Teobald, sin njegove sestre Matilde.